# Bernard Foucquet den yngre
Bernard Foucquet den yngre, död 1731, var en fransk skulptör verksam i Sverige kring sekelskiftet 1700. Han var son till Bernard Foucquet den äldre och yngre bror till Jacques Foucquet.
Han kom till Stockholm hösten 1695 tillsammans med sin far i en grupp av flera andra franska konstnärer, på inbjudan av Nicodemus Tessin den yngre. Året innan anlände brodern Jacques. Totalt kom 16 franska bildhuggare, målare och gjutare mellan åren 1693 till 1699 till Stockholm. En del hade sina familjer med sig och de bildade en fransk hantverkarkoloni. Hela den franska gruppen omnämns alltid i källorna som de fransöske hantwerkarna. De flesta hade fått sin utbildning vid Académie Royale de Peinture et de Sculpture i Paris och samlat praktisk erfarenhet från Ludvig XIV:s stora slottsbyggprojekt i Versailles. 
Tessin behövde konstnärer för planerade monumentala historiska och allegoriska arbeten vid det dåvarande slottet Tre Kronor men även för arbeten i den nybyggda norra längan. Stora delar av det gamla slottet brann ner tre år senare vid slottsbranden 1697, och Foucquets och hans kollegors arbete inriktade sig därefter på byggnaden av det nya Stockholms slott. Bernard Foucquet d.y. utförde mindre dekorationsarbeten under faderns och René Chauveaus ledning. Han reste från Sverige 1706 men återkom 1707 och dog i Frankrike 1731.